# بولان (جزيرة)

جزيرة بولان تقع في مقاطعة جزر رياو في إندونيسيا، وتشتهر كونها منطقة تجارة حرة كجزء من مثلث تنمية سجوري ، وتقع على مسافة 2،5 كيلومترا عن جزيرة باتام . مساحة الجزيرة تبلغ 100 كم ² .

## وصلات خارجية
موقع Bida